# Nesotragus
Nesotragus (česky antilopka) je rod kopytníků z čeledi turovití (Bovidae). Jsou příbuzní gazelám, ale jen o málo větší než zajíc.

## Popis
Antilopky z rodu Nesotragus jsou malé a nenápadné, o délce těla mezi 38 až 66 cm, na výšku měří 28 až 41 cm. Hmotnost je odhadována na 2,2 až 10 kg. Srst má barvu nahnědlou, na břiše je zabarvena bělavě. Zadní část těla je zaoblená, končetiny dlouhé a tenké a opatřeny špičatými kopyty. Vyvinuly se malé, špičaté rohy, jež jsou výsadou pouze samců. Uši jsou krátké, oblast okolo nosu bezsrstá. Samice mají čtyři mléčné žlázy.

## Výskyt
Antilopka zakrslá (Nesotragus batesi) se vyskytuje v západoafrickém a středoafrickém tropickém deštném lese, antilopka pižmová (Nesotragus moschatus) žije při pobřeží východní Afriky.

## Taxonomie
Rozlišují se tyto druhy:
- Nesotragus batesi – antilopka zakrslá
- Nesotragus kirchenpaueri
- Nesotragus livingstonianus
- Nesotragus moschatus – antilopka pižmová

Původně byly všechny řazeny v rodu Neotragus v tribu Neotragini a řazena do něj byla i antilopka trpasličí (Neotragus pygmaeus). Roku 2014 však byla provedena molekulární analýza, která nepotvrdila blízké příbuzenské vztahy mezi antilopkou trpasličí a ostatními antilopkami; podobnost byla dána pravděbodobně konvergentním vývojem. Antilopka trpasličí tedy byly zařazena do rodu Neotragus a ostatní druhy přeřazeny do rodu Nesotragus. Jako nejbližší příbuzný antilopek rodu Nesotragus vyšla impala (Aepyceros), další výzkumy by měly ukázat, zdali tento rod do tribu Aepycerotini (impaly) zařadit.